# Chicago American Gears
I Chicago American Gears furono una società cestistica con sede a Chicago, attiva dal 1944 al 1947.

## Storia
Fondati da Maurice White nel 1944, rappresentavano la "American Gear & Manufacturing Company", azienda di Chicago. giocarono tre stagioni in National Basketball League. Vinsero il titolo al termine della stagione 1946-1947 ai danni dei Rochester Royals, sconfitti 3-2 nella serie finale.
Nel 1945 e nel 1946 presero parte al World Professional Basketball Tournament; in due edizioni disputarono 9 partite, vincendone 7. Non vinsero la manifestazione ma George Mikan, giocatore dei Gears, venne nominato miglior giocatore nel 1946.
Nel 1947 i Chicago American Gears si iscrissero alla neonata Professional Basketball League of America; tuttavia la lega cessò di esistere nel novembre 1947. I Gears chiusero con 8 vittorie e nessuna sconfitta.

## Stagioni
| Stagione | Lega | Denominazione          | V  | P  | %    | Piazzamento | Play-off           |
| -------- | ---- | ---------------------- | -- | -- | ---- | ----------- | ------------------ |
| 1944-45  | NBL  | Chicago American Gears | 14 | 16 | 46,7 | 2º          | Finale di division |
| 1945-46  | NBL  | Chicago American Gears | 17 | 17 | 50,0 | 3º          | -                  |
| 1946-47  | NBL  | Chicago American Gears | 26 | 18 | 59,1 | 3º          | Campioni           |
| 1947-48  | PBLA | Chicago American Gears | 8  | 0  | 100  | 1º          |                    |

## Palmarès
Titoli NBL: 1
1947
Titoli di Division NBL (Playoffs): 1
1947